# Байраш
Байраш (баш. Байраш) — деревня в Буздякском районе Республики Башкортостан Российской Федерации. Входит в состав Каранского сельсовета.

## География

### Географическое положение
Расстояние до:
- районного центра (Буздяк): 18 км,
- центра сельсовета (Каран): 1 км,
- ближайшей ж/д станции (Буздяк): 18 км.

## Население
| 2002 | 2009 | 2010 |
| ---- | ---- | ---- |
| 89   | ↘82  | ↗106 |

Согласно переписи 2002 года, преобладающие национальности — татары (66 %), башкиры (32 %).